# Ranchería la Carrera
Ranchería la Carrera är en ort i kommunen San Felipe del Progreso i delstaten Mexiko i Mexiko. Samhället hade 300 invånare vid folkräkningen 2020.